# Iridaceae
Le Iridacee (Iridaceae Juss., 1789) sono una famiglia di piante erbacee monocotiledoni dell'ordine Asparagales comprendente circa 1 800 specie in 69 generi. La famiglia è originaria delle regioni tropicali dell'Africa meridionale e dell'America centrale e meridionale, ma è diffusa anche nelle regioni temperate. In Italia crescono spontanee una cinquantina di specie comprese in cinque generi.
Le Iridacee traggono il loro nome dal genere Iris.

## Descrizione
Le Iridacee sono piante erbacee perenni dotate di rizomi, bulbi o bulbo-tuberi, con fusti semplici o ramificati. Le foglie sono lineari o appuntite all'estremità, inguainanti, a margine intero, parallelinervie.
I fiori sono vistosi, avvolti da giovani in una spata con 2 o più brattee, con perigonio a 6 tepali saldati nella parte inferiore o formanti un tubo più o meno lungo allargato nella parte terminale. L'ovario è costituito da tre logge contenenti molti ovuli. I fiori sono talvolta solitari (ad esempio nel genere Crocus) o, più di frequente, raccolti in infiorescenze terminali, a forma di spighe, racemi, o cime, frutti a capsula con molti semi solitamente di forma allungata.
Ma il carattere fondamentale che distingue le Iridacee dalle affini Amaryllidacee è la presenza di soli 3 stami, contro 6 nella seconda famiglia.

## Tassonomia

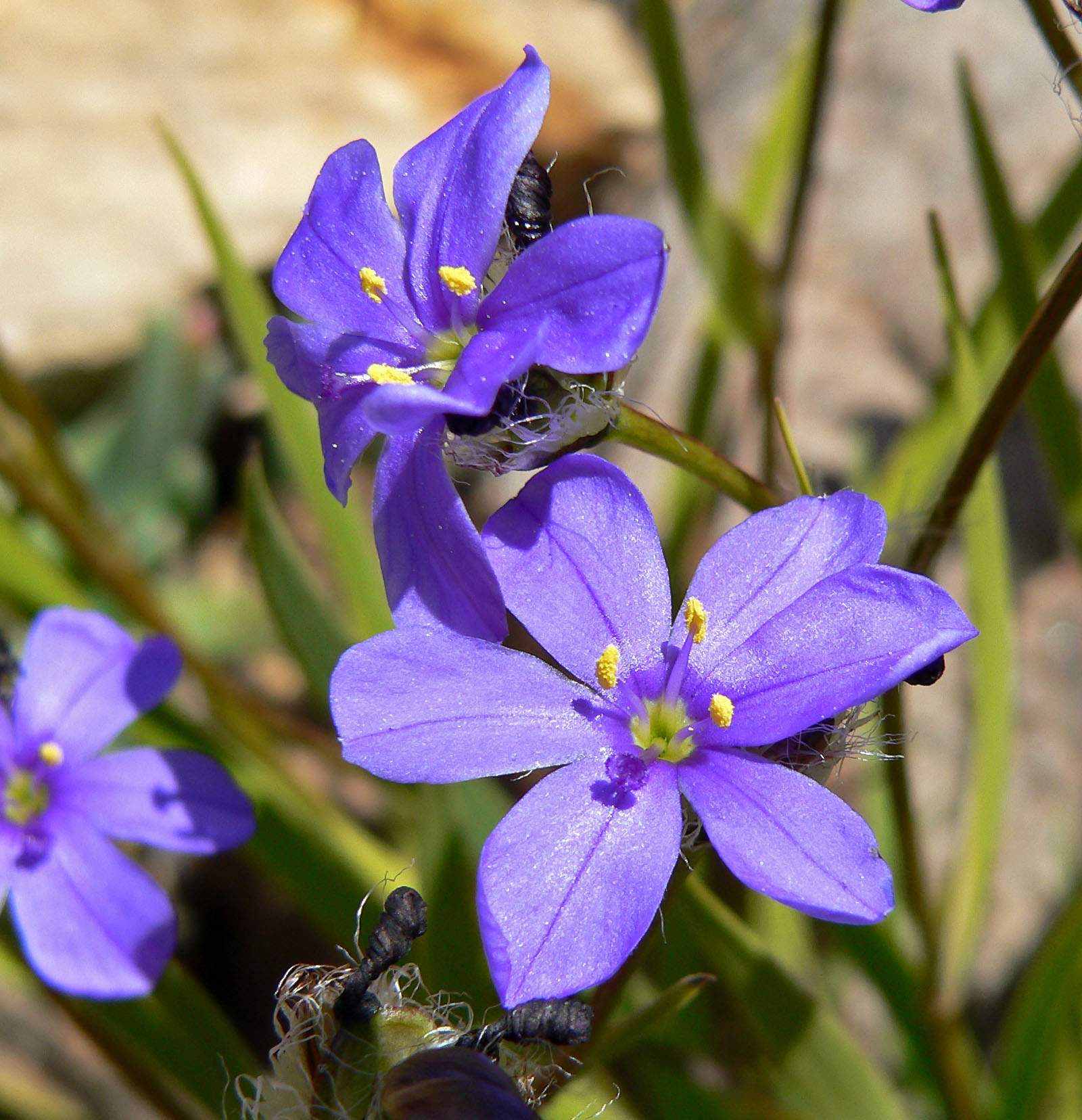
Aristea africana, un esemplare della sottofamiglia Aristeoideae.

Le analisi filogenetiche basate sulla morfologia e sulla sequenza del DNA indicano che le Iridacee costituiscono un clade monofiletico.
Il sistema Cronquist considerava tradizionalmente le Iridacee all'interno dell'ordine Liliales, mentre la moderna classificazione filogenetica le colloca nell'ordine Asparagales.
La famiglia Iridacee comprende le seguenti sottofamiglie e tribù:
- sottofamiglia Aristeoideae
- sottofamiglia Crocoideae
  - tribù Freesieae
  - tribù Gladioleae
  - tribù Ixieae
  - tribù Tritoniopsideae
  - tribù Watsonieae
- sottofamiglia Geosiridoideae
- sottofamiglia Iridoideae
  - tribù Diplarreneae
  - tribù Irideae
  - tribù Sisyrinchieae
  - tribù Tigridieae
  - tribù Trimezieae
- sottofamiglia Isophysidoideae
- sottofamiglia Nivenioideae
- sottofamiglia Patersonioideae

### Generi
La famiglia comprende i seguenti generi:
- Afrosolen  Goldblatt & J.C.Manning
- Alophia Herb.
- Aristea Aiton
- Babiana Ker Gawl.
- Bobartia L.
- Calydorea Herb.
- Chasmanthe N.E.Br.
- Cipura Aubl.
- Cobana Ravenna
- Codonorhiza Goldblatt & J.C.Manning
- Crocosmia Planch.
- Crocus L.
- Cyanixia Goldblatt & J.C.Manning
- Cypella
- Deluciris A.Gil & Lovo
- Devia Goldblatt & J.C.Manning
- Dierama K.Koch
- Dietes Salisb. ex Klatt
- Diplarrena Labill.
- Duthiastrum M.P.de Vos
- Eleutherine Herb.
- Ennealophus N.E.Br.
- Ferraria Burm. ex Mill.
- Freesia Eckl. ex Klatt
- Geissorhiza Ker Gawl.
- Gelasine Herb.
- Geosiris Baill.
- Gladiolus Tourn. ex L.
- Herbertia Sweet
- Hesperantha Ker Gawl.
- Hesperoxiphion Baker
- Iris Tourn. ex L.
- Isophysis T.Moore
- Ixia L.
- Klattia Baker
- Lapeirousia Pourr.
- Larentia Klatt
- Lethia Ravenna
- Libertia Spreng.
- Mastigostyla I.M.Johnst.
- Melasphaerula Ker Gawl.
- Micranthus (Pers.) Eckl.
- Moraea Mill.
- Nemastylis Nutt.
- Nivenia Vent.
- Olsynium Raf.
- Orthrosanthus Sweet
- Patersonia R.Br.
- Phalocallis Herb.
- Pillansia L.Bolus
- Radinosiphon N.E.Br.
- Romulea Maratti
- Salpingostylis Small
- Savannosiphon Goldblatt & Marais
- Schizorhiza Goldblatt & J.C.Manning
- Sisyrinchium L.
- Solenomelus Miers
- Sparaxis Ker Gawl.
- Syringodea Hook.f.
- Tapeinia Comm. ex Juss.
- Thereianthus G.J.Lewis
- Tigridia Juss.
- Trimezia Salisb. ex Herb.
- Tritonia Ker Gawl.
- Tritoniopsis L.Bolus
- Watsonia Mill.
- Witsenia Thunb.
- Xenoscapa (Goldblatt) Goldblatt & J.C.Manning
- Zygotritonia Mildbr.

### Alcune specie
La varietà dei fiori delle Iridacee è una conseguenza del loro adattamento a diverse specie di impollinatori.

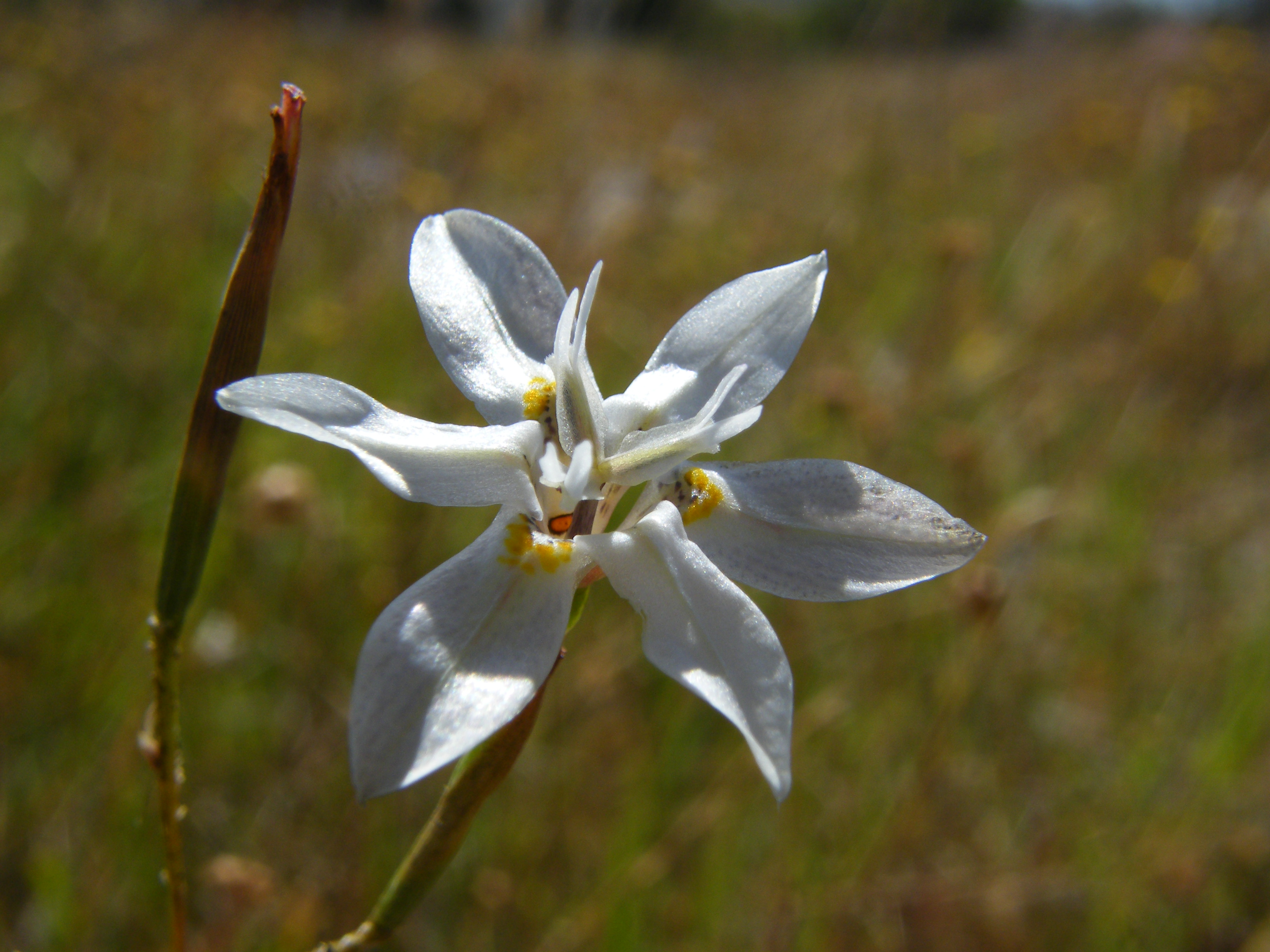
Moraea viscaria, una specie africana.
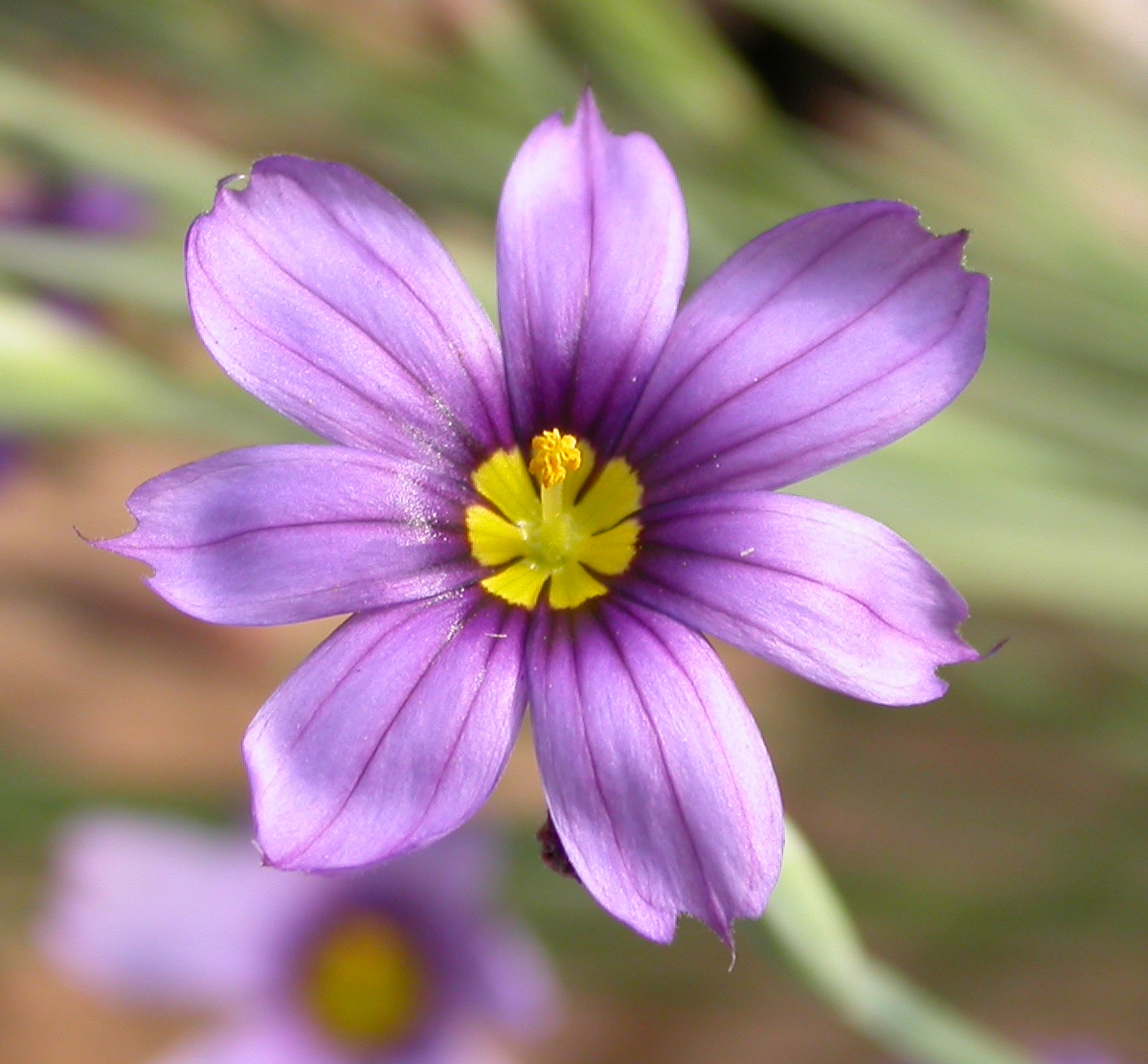
Un fiore di Sisyrinchium bellum; in questa specie le due spirali dei tepali sono identiche.
Neomarica northiana presenta ampie differenze di colore e forma tra le spirali dei tepali.
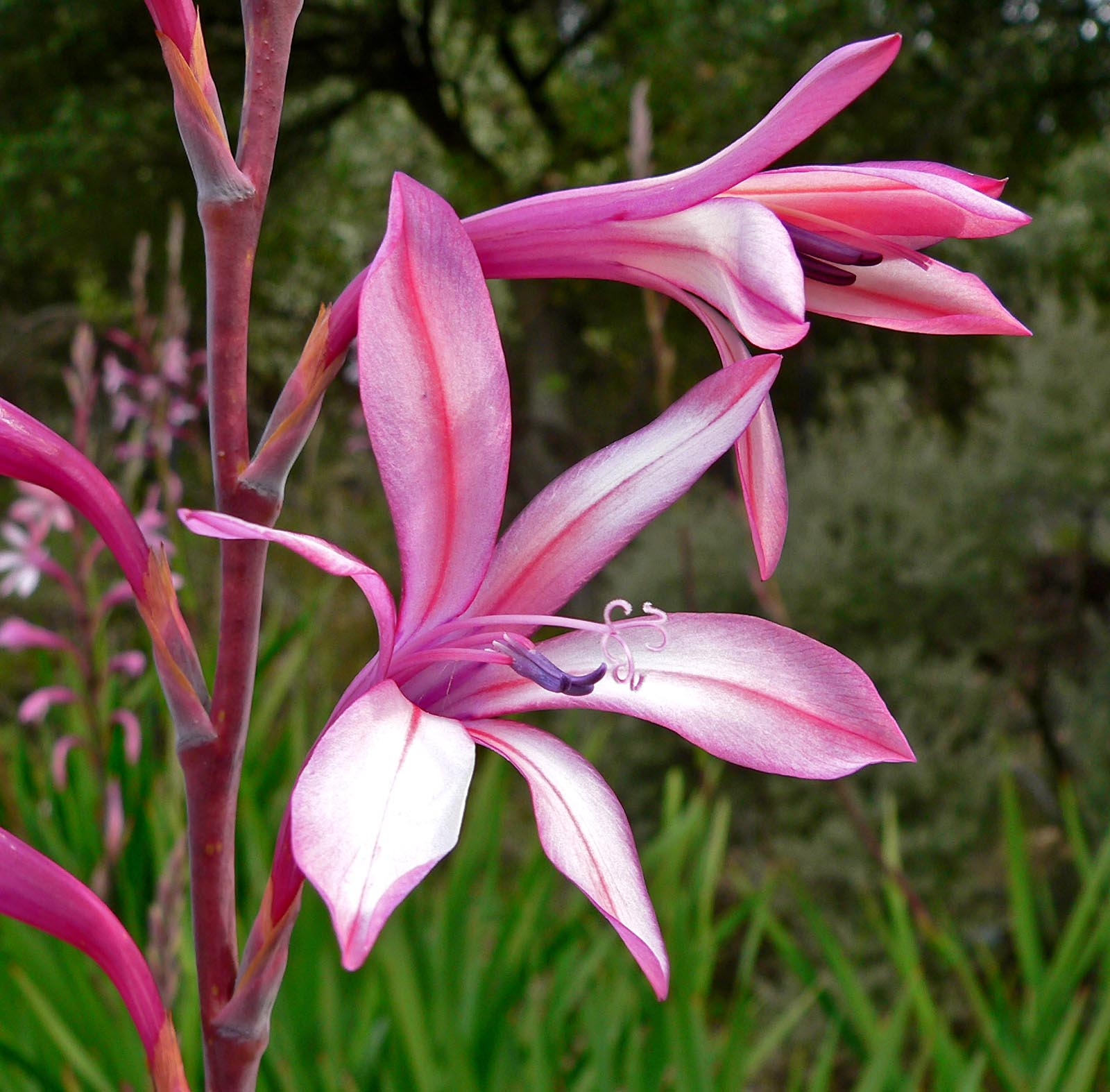
Watsonia pyramidata, si noti la corolla tubulare.
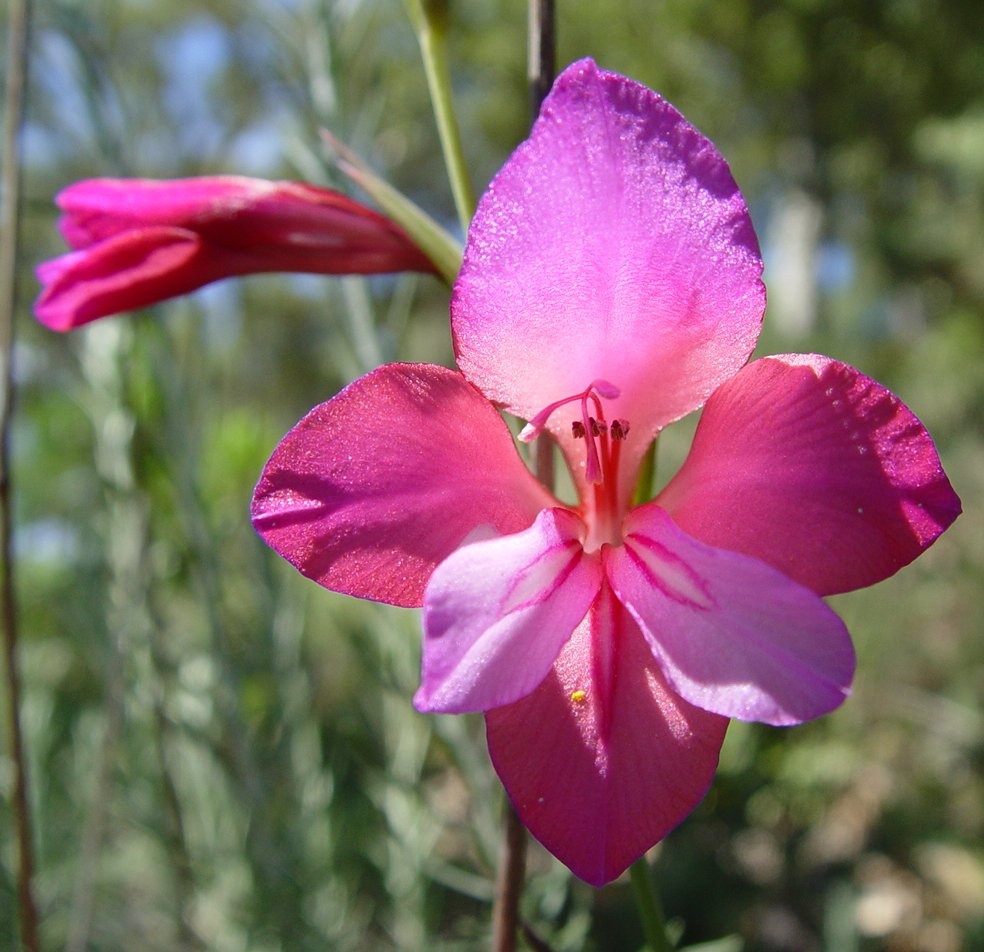
Gladiolus illyricus, una specie europea che mostra fiori zigomorfici (bilateralmente simmetrici).
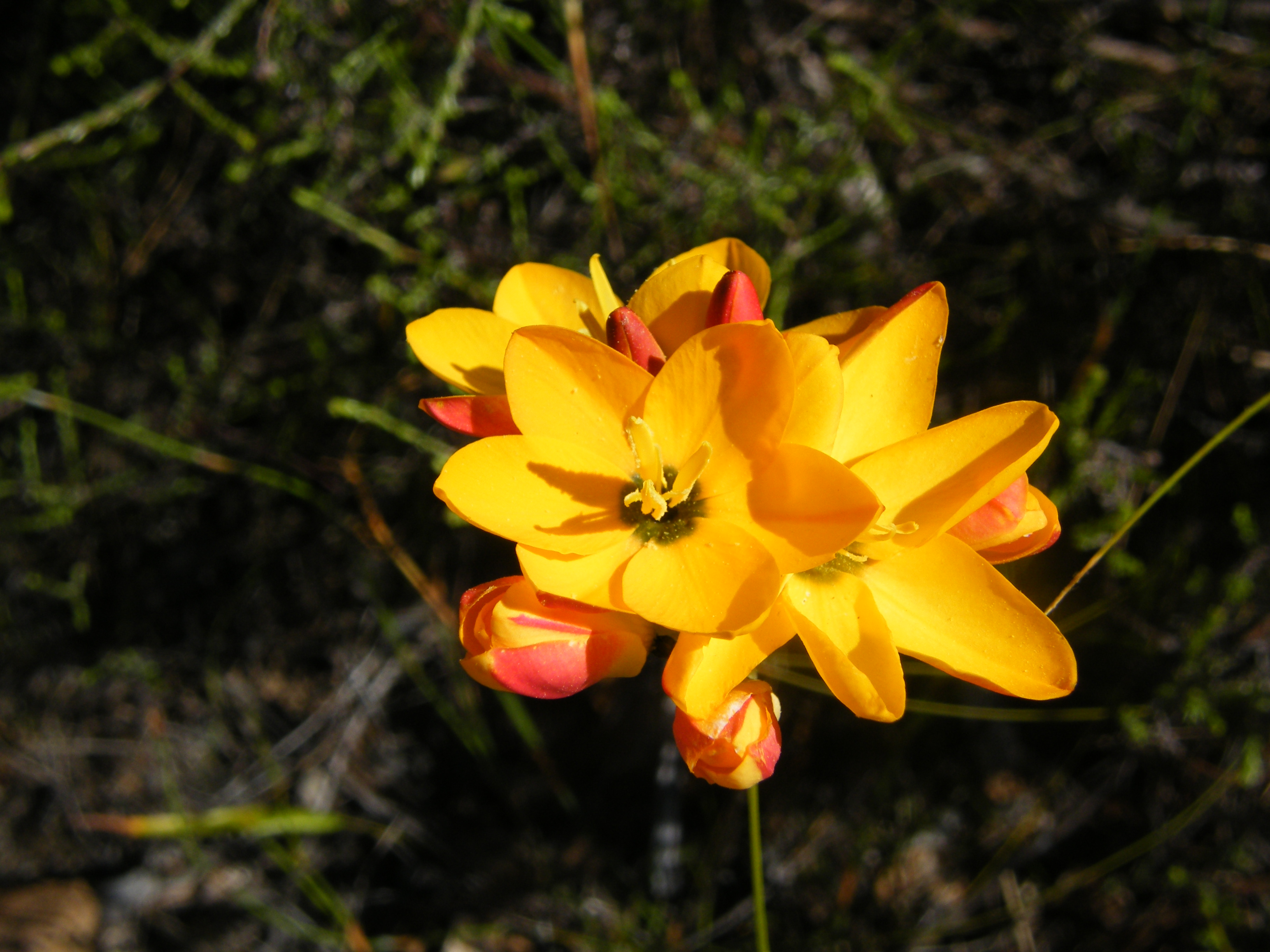
Infiorescenza di Ixia dubia.
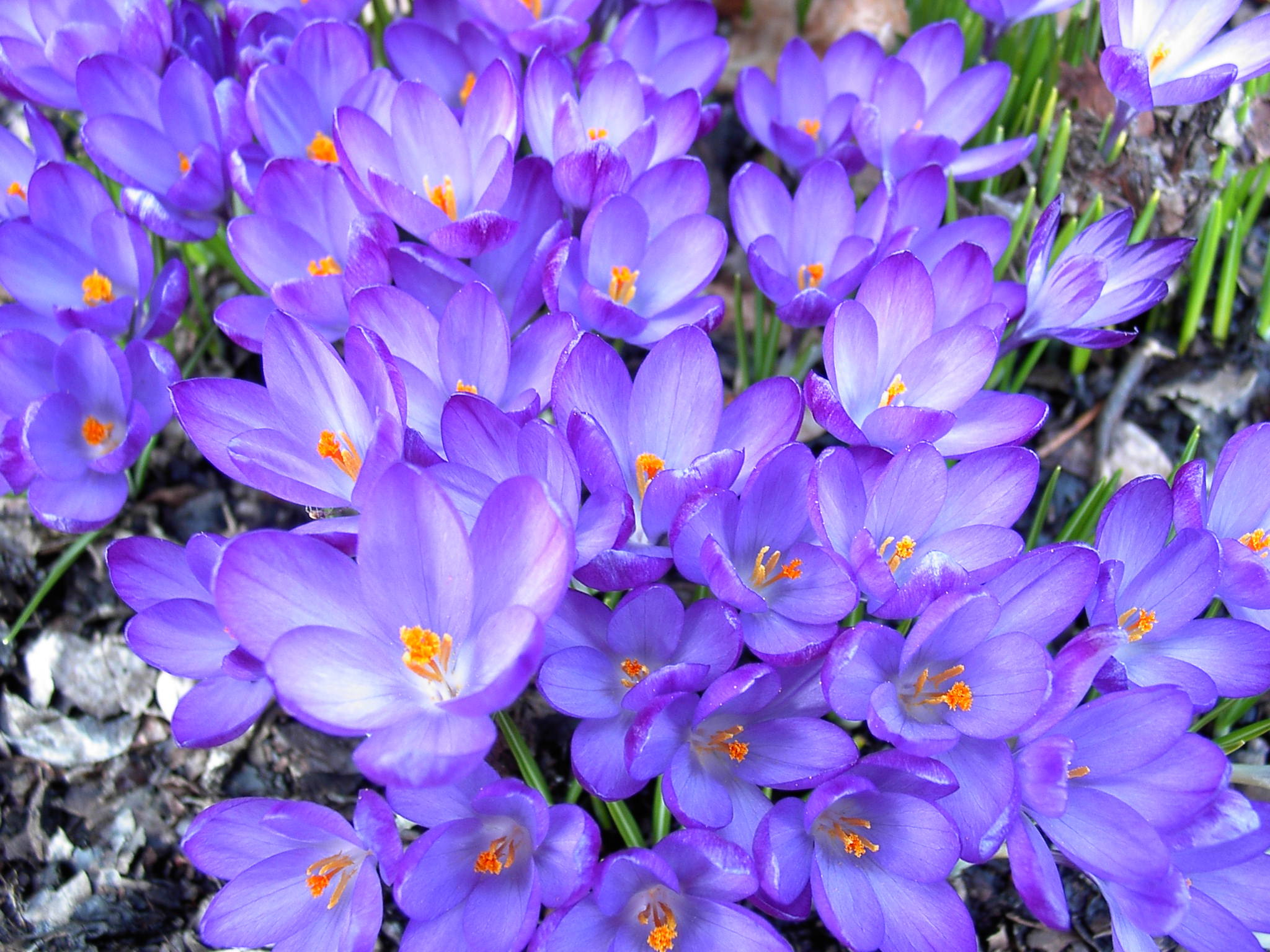
Una cultivar di Crocus vernus.
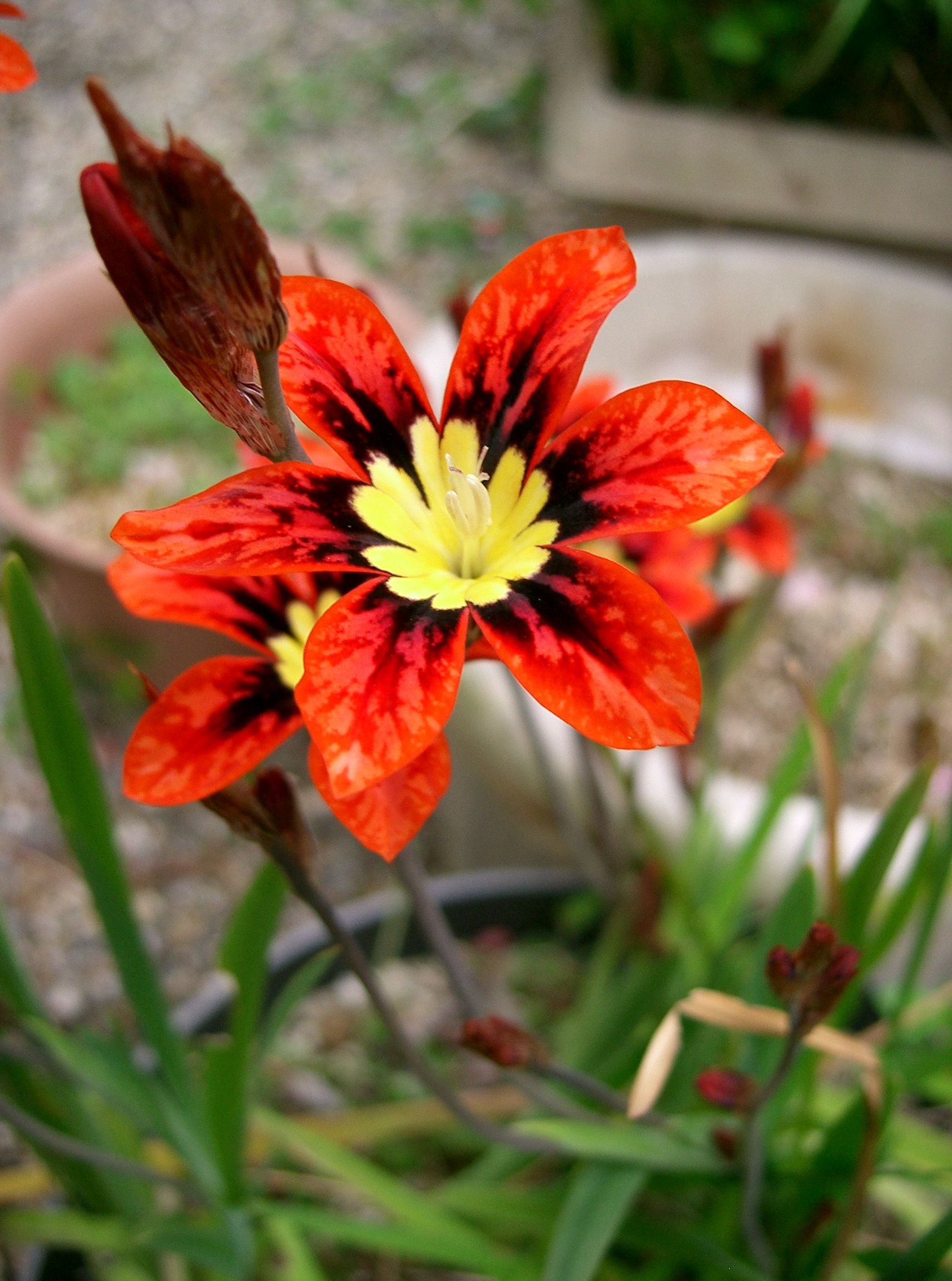
Sparaxis tricolor è coltivata in tutto il mondo come pianta ornamentale.
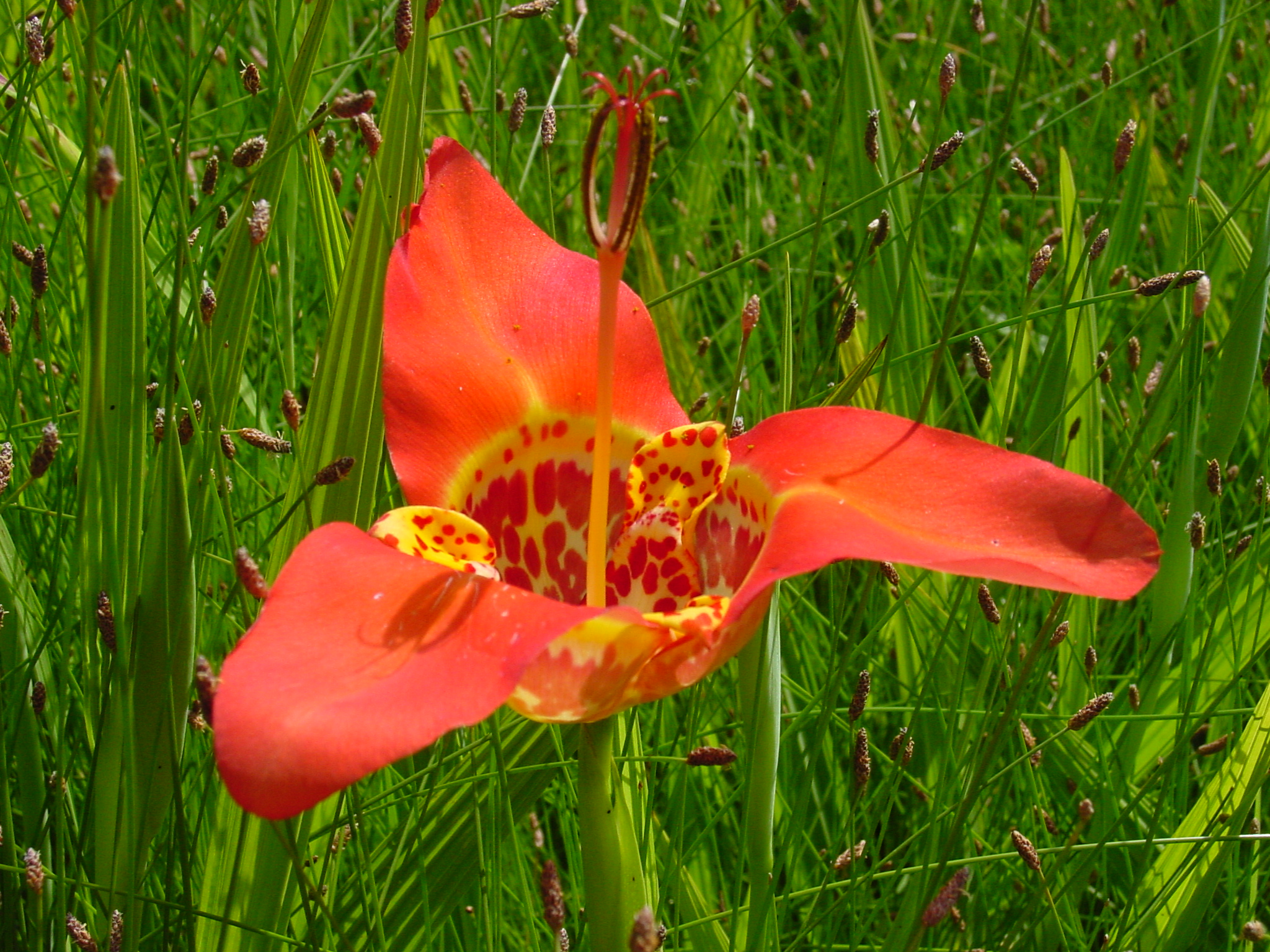
Tigridia pavonia, un'iridacea del Messico coltivata come pianta ornamentale.

## Usi
Le I. sono utilizzate in fitoterapia (Aletris, Iris), profumeria (Iris), in cucina o tintoria (Crocus, Iris, Moraea, Gladiolus, Tigridia), o come piante ornamentali (Iris, Gladiolus, Freesia, Ixia, Crocus, Sparaxis, Crocosmia, etc.)